# Brasserie d'Ecaussinnes
Brasserie d'Ecaussinnes is een Belgische brouwerij te Écaussinnes in de provincie Henegouwen.

## Geschiedenis
De brouwerij werd opgericht in 2001 door het Brugs echtpaar Isabel & Hugues van Poucke. Het materiaal werd gekocht bij de Tsjechische Brouwerij Bernard (sinds augustus 2001 voor 50% in de handen van Brouwerij Duvel Moortgat). De brouwinstallatie die geïnstalleerd was in een door hen gerestaureerd gebouw had een brouwcapaciteit van 11,2 hl per brouwsel. Hun eerste bieren werden Ultra genoemd naar een vroeger (verdwenen) lokaal bier uit Écaussinnes. In 2006 werd een volledig nieuwe installatie gebouwd in een nieuw opgericht gebouw waardoor de capaciteit verhoogde naar 40 hl per brouwsel. Het grootste deel van de bieren van de brouwerij worden geëxporteerd, onder andere naar Japan, Denemarken, Groot-Brittannië, Nederland, Finland, Hongarije, Zweden, Italië, Verenigde Staten, Frankrijk en Rusland. In 2009 werd door de brouwerij een bierijs gelanceerd. De brouwerij brengt ook twee likeuren op de markt, een aperitief Elixir d'amour en een digestief Ultrapres.

## Bieren
- Ultra-bieren
  - Ultra ambrée
  - Ultrablonde
  - Ultrabrune
  - Ultra Fraîche
  - Ultra Soif
  - Ultramour
  - Ultradélice
- Cookie Beer (Speculoosbier)
- La Penneffoise
- Florilège
- La Loubécoise
- Goji, met goji-bessen